# Crisi del Líban de 1958
La crisi del Líban de 1958 va ser un conflicte polític libanès causat per tensions polítiques i religioses. La intervenció estrangera estatunidenca va durar al voltant de tres mesos fins que el president Camille Chamoun, que havia sol·licitat l'assistència, va completar el seu mandat com a president del Líban. Les forces governamentals libaneses i el Cos de Marines dels Estats Units d'Amèrica van ocupar amb èxit el port i l'aeroport internacional de Beirut.
El president pro-occidental Camille Chamoun es negà a trencar les relacions diplomàtiques amb el Regne Unit i França quan atacaren Egipte durant la crisi de Suez el 1956. La comunitat musulmana instà el govern a fusionar-se amb la República Àrab Unida, fet que rebutjà categòricament la comunitat cristiana maronita augmentant així la tensió social. Els atacs bomba i els assassinats precediren les grans protestes al carrer. El juny de 1958 va esclatar una guerra de guerrilles a les muntanyes entre els lleials liderats per Naim Moghabghab i els insurgents encapçalats per Kamal Jumblatt.
En la mateixa data que a l'Iraq era assassinat el rei pro-occidental Faisal II i la seva família arran d'un cop d'estat, Chamoun obtingué el desembarcament de 14.000 soldats estatunidencs: un contingent de la divisió d'infanteria i 5.670 marines que asseguraren el port de Beirut i l'aeroport internacional, i contribuïren al triomf de la contrarevolució encapçalada per les Falanges Libaneses.
L'Exèrcit dels Estats Units va abandonar el país el 28 d'octubre de 1958. El president dels Estats Units, Dwight David Eisenhower, exercí un paper important en el fet que Camille Chamoun renunciés i les tensions es calmessin. Cap al final del mandat de Chamoun al setembre, un nou president, el general Fouad Chehab, va ser triat i l'oposició exigí el nomenament del cap de la insurrecció, Rachid Karamé, com a primer ministre.